# Els barrufets negres
Els barrufets negres (en el francès original, Les Schtroumpfs noirs) és el primer còmic de la sèrie Els barrufets, escrita i dibuixada per Peyo. Es va publicar el 1959.

## Argument
El Poble Barrufet viu en pau i harmonia. Però un dia, un Barrufet és picat per una mosca Bzz i pateix una estranya mutació: es torna de color negre, redueix tot el seu vocabulari a la paraula "Nyac" i només té una obsessió: mossegar les cues dels altres Barrufets, que també es tornen negres i mosseguen més Barrufets. Un grup cada vegada més reduït de barrufets, comandats pel Gran Barrufet, fa front a l'epidèmia de barrufets negres.
Segons s'explica a l'inici del còmic Els barrufets i l'ou, el caràcter del Barrufet Rondinaire comença arran la mossegada de la mosca Bzz.

## Trajectòria editorial
Es va publicar per primera vegada en el núm 1107, corresponent al 2 de juliol de 1959, de la revista Spirou, com el primer d'una col·lecció de minirelats inclosos a la revista fins a 1975.
Posteriorment va ser redibuixada i publicada el 1963 a un àlbum homònim, que compartia amb El lladre de barrufets i El barrufet volador.
Editorial Base ha publicat el còmic en català.
Per evitar que el còmic s'entengués com racista, en l'edició dels Estats Units es va canviar el color als barrufets infectats, sent morats o porpres en lloc de negres. En l'Episodi 24 de la sèrie de dibuixos animats també se'ls va donar aquest color.

## Valoració i influències
Els barrufets negres és una de les obres més polèmiques de Peyo, amb acusacions de xenofòbia i colonialisme incloses, que com ja es va dir més amunt, van portar a canviar el color dels barrufets infectats en algunes edicions.
Alguns estudiosos del cinema de zombis destaquen per contra les similituds entre l'argument de Els barrufets negres i el de la pel·lícula La nit dels morts vivents (1968) de George A. Romero, que va presentar un nou arquetip de zombi que seria després utilitzat en altres obres de ficció. Fins a aquesta pel·lícula, els personatges es convertien en zombis pel vudú, i eren dominats per un bruixot, però des de Romero, moltes obres narren plagues de zombis que encomanen als vius, i es tornen violents, irracionals i descontrolats, com els barrufets negres. Per això, aquesta còmic podria ser una de les obres precursores del subgènere de plagues de zombis caníbals.